# 길더 로이

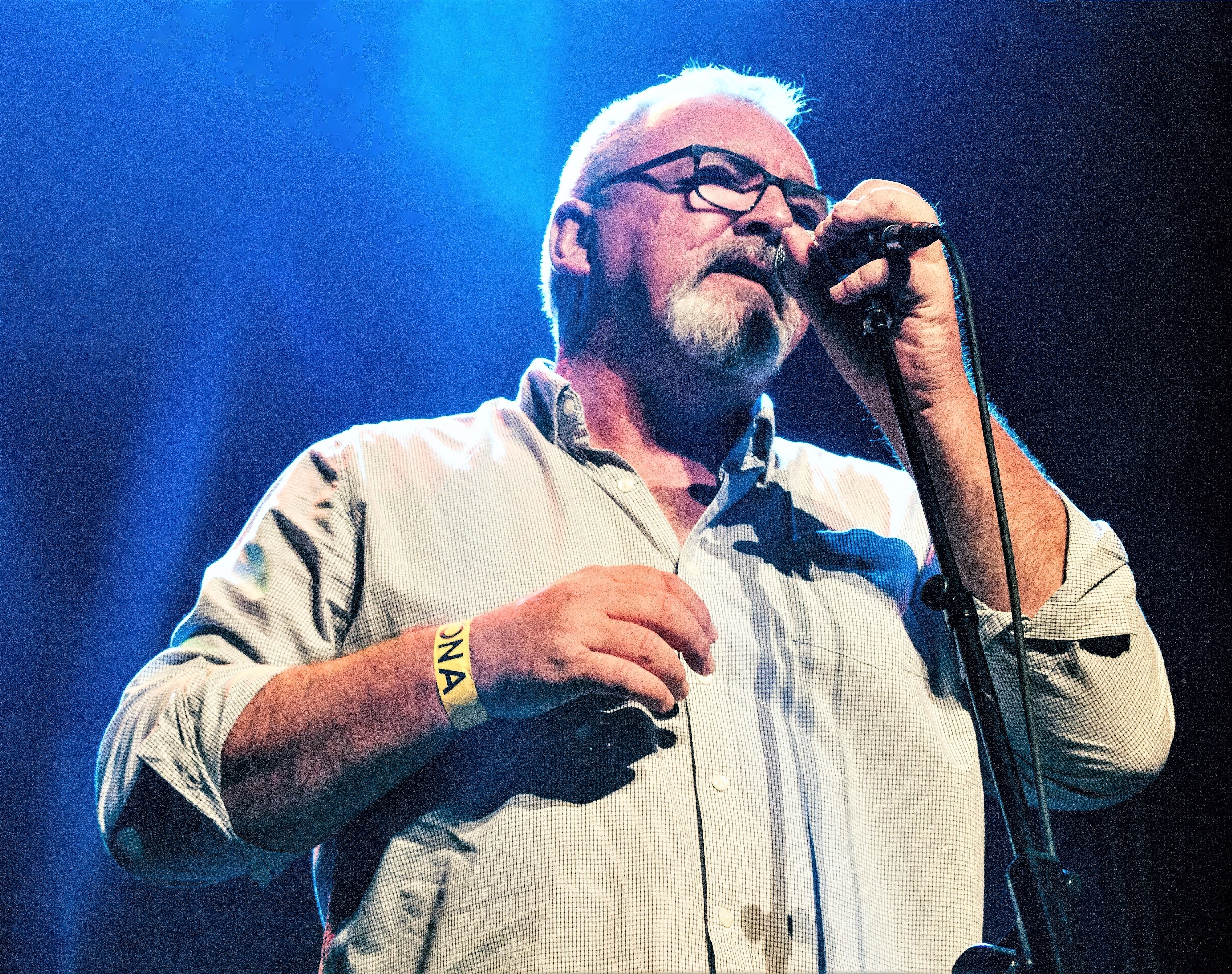

길더 로이(Gildor Roy, 1960년 5월 11일 ~ )는 캐나다의 배우, TV 사회자, 라디오 DJ, 텔레비전 배우, 가수이다.

## 영화
- 바빈 (2008년)
- 희망 (2007년)
- 마이 갓 블레스 아메리카 (2006년)
- 카르미나 2 (2001년)
- 카르미나 (1996년)
- 플로리다 플로리다 (1993년)
- 파티 (1990년)